# Saint-Renan
Saint-Renan (Bretons: Lokournan) is een gemeente in het Franse departement Finistère, in de regio Bretagne. De plaats maakt deel uit van het arrondissement Brest en telde op 1 januari 2022 8.454 inwoners.

## Geschiedenis
Vanaf 1.500 v.Chr. tot het einde van de Romeinse periode werd langsheen de Aber Ildut cassiteriet gewonnen, een tin-oxide. Tin was in de oudheid een kostbaar metaal, nodig voor het maken van brons.
Volgens de legende vestigde de Ierse missionaris Ronan zich hier omstreeks 470 als kluizenaar. In de tiende of elfde eeuw groeide Saint-Renan du Tay (zoals de plaats tot de vijftiende eeuw vaak werd genoemd; Tay of Teih is Bretons voor modder) uit tot een stad, dankzij de markten die er werden gehouden. De plaats was een bezit van de heren van Leon, die hier een kasteel hadden (Castel Helbig). In 1276 kocht de hertog van de Bretagne de stad en vestigde er in 1340 een rechtbank, de Barre Ducale de Saint-Renan et Brest. Na 1532 en de aanhechting van Bretagne bij Frankrijk werd deze hertogelijke rechtbank een koninklijke rechtbank. De seneschalk van Saint-Renan bestuurde 37 parochies in de omstreek.
In 1681 werd de koninklijke rechtbank op bevel van koning Lodewijk XIV naar (het grotere) Brest overgebracht. Saint-Renan verloor ook zijn marktrecht. Na protesten van de inwoners en onder druk van de lokale adel, die inkomsten verloren zag gaan, werd het marktrecht in 1689 hersteld. Maar het verlies van de koninklijke rechtbank betekende het einde van de bloeiperiode van Saint-Renan.
In 1957 werd er in de moerassen bij Saint-Renan een afzetting van cassiteriet ontdekt. De Compagnie minière de Saint Renan (Comiren) ontgon hier gedurende vijftien jaar tin, tot de mijn in 1970 was uitgeput. Het mijnbouwbedrijf stelde ongeveer 130 mensen tewerk. Door de ontginning ontstonden verschillende meren, die nadien werden ingericht voor recreatie en watersport. Op de drooggelegde moerasgronden kwamen bedrijventerreinen en collectieve voorzieningen.

## Geografie
De oppervlakte van Saint-Renan bedroeg op 1 januari 2022 13,31 vierkante kilometer; de bevolkingsdichtheid was toen 635,2 inwoners per km².
De Aber Ildut stroomt door de gemeente. De meren Ty Colo en La Comiren zijn een overblijfsel van de tinmijnen.

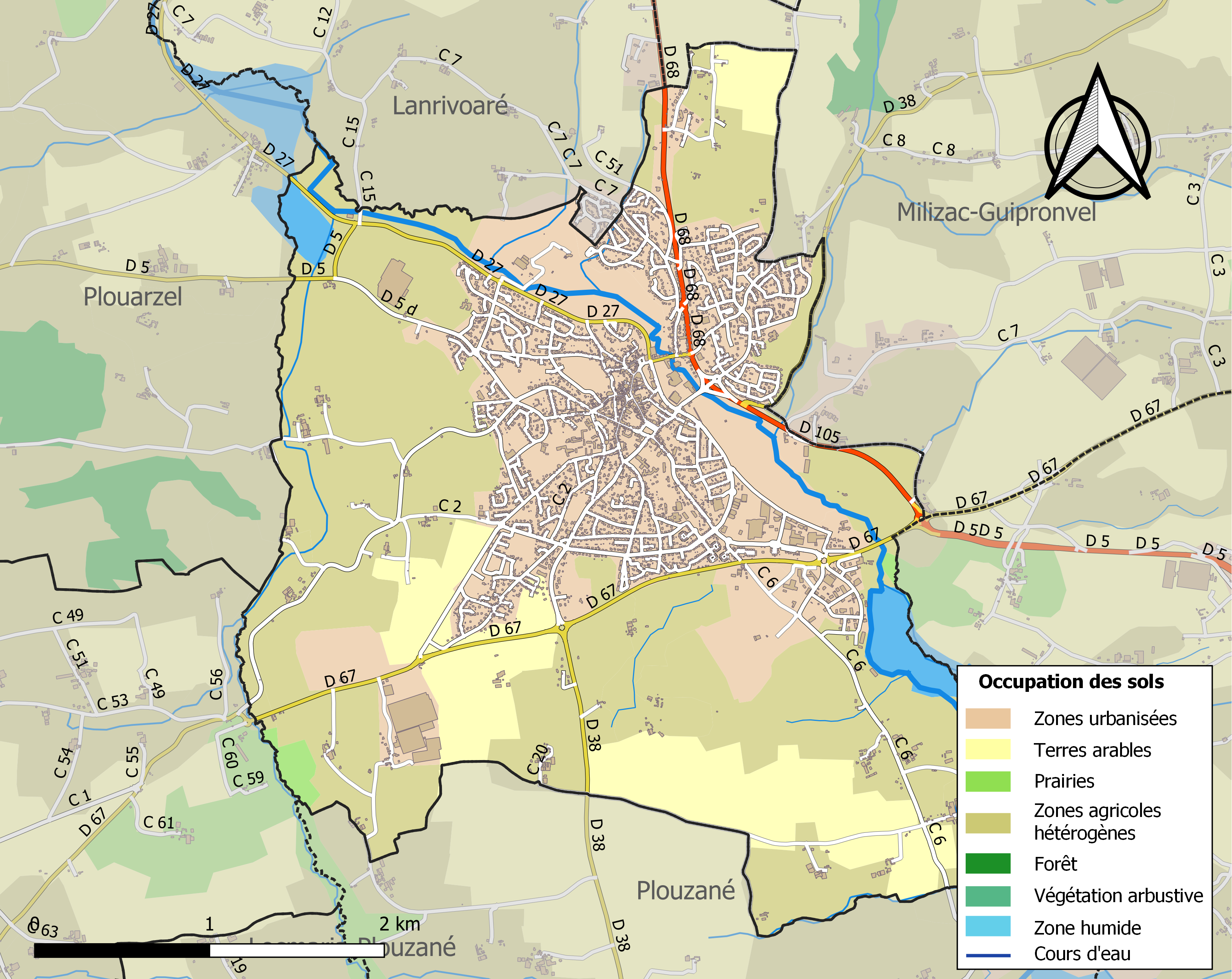
Kaart van de gemeente met belangrijkste infrastructuur, bodemgebruik en omliggende gemeenten

## Demografie
Onderstaande figuur toont het verloop van het inwonertal (bron: INSEE-tellingen).

## Bezienswaardigheden

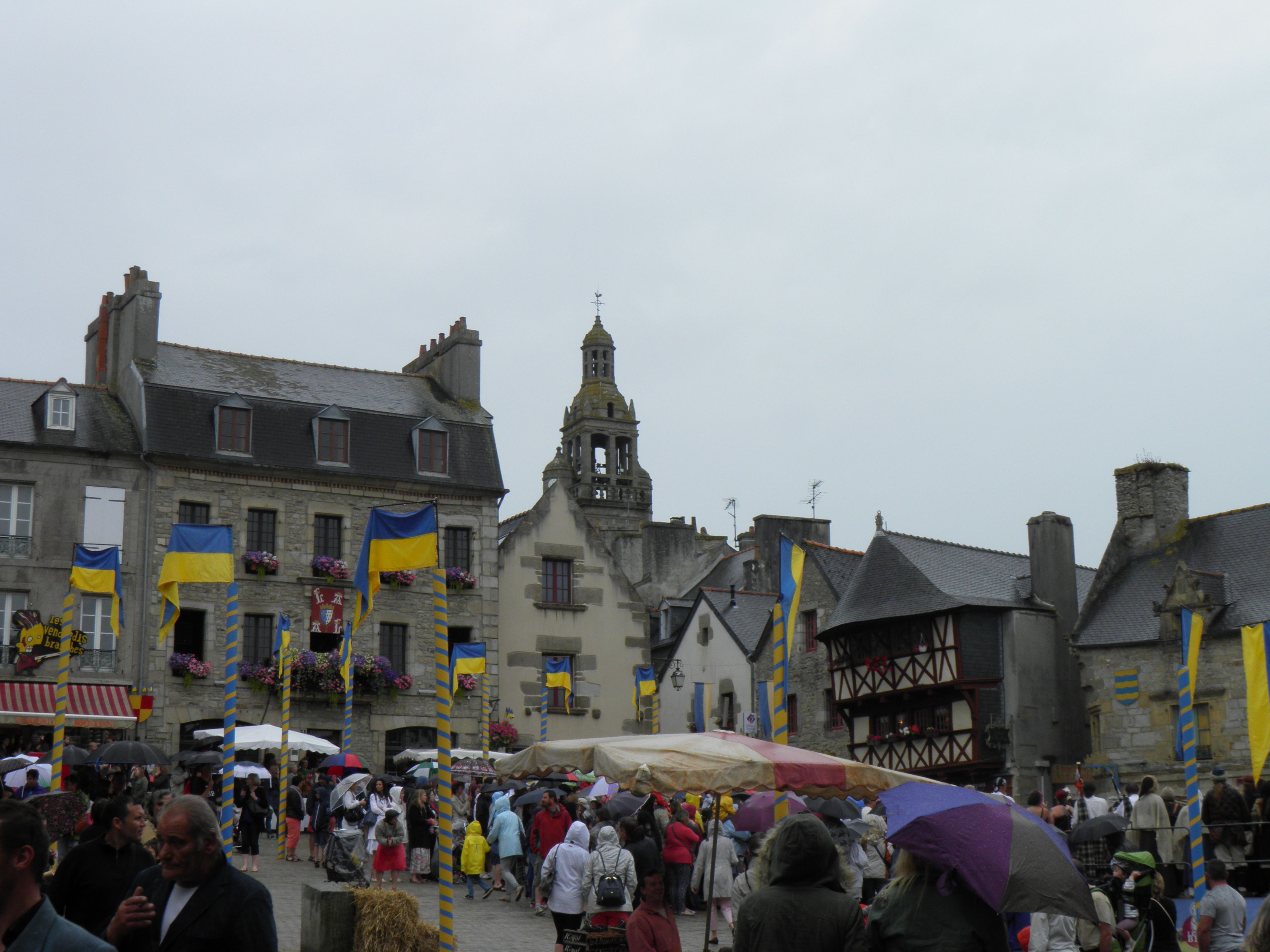
Het Maison Cardinal en de toren van de Notre-Dame-de-Liesse

Het Musée du Ponant is een streekmuseum dat werd geopend in 1981 en gevestigd is in een landhuis uit de achttiende eeuw. De Notre-Dame-de-Liessekerk was aanvankelijk de kapel van het kasteel van de hertogen van Bretagne. In 1792 werd het de parochiekerk van Saint-Renan.

## Geboren in Saint-Renan
- Benoît Hamon (1967), PS-politicus
- Nolwenn Leroy (1982), zangeres, singer-songwriter en muzikante.
- Pauline Coatanea (1993), handbalster
- Brendan Chardonnet (1994), voetballer
- Gautier Larsonneur (1997), voetballer